# Mariano Díaz
Mariano Díaz Mejía (Premià de Mar, 1 august 1993),  cunoscut ca Mariano este un fotbalist spaniol și dominican, care joacă pe post de atacant la Alavés în La Liga. Pe plan internațional, are prezențe la națională pentru Republica Dominicană.

## Cariera de club

### Cariera din primii ani
Născut în Premià de Mar, Barcelona, Catalonia, Mariano și-a început cariera de tineret cu partea locală RCD Espanyol și a evoluat pentru CE Premià și Fundació Sánchez Llibre. În 2009, s-a alăturat echipei CF Badalona și a făcut debutul senior la 21 august 2011, înlocuindu-l pe Iñaki Goikoetxea în ultimele 21 de minute ale unei pierderi de 1-0 de la CD Teruel în  Segunda División B; el a făcut încă două apariții de pe bancă.

### Real Madrid

#### Tineret
La scurt timp după aceea, Mariano a semnat cu Real Madrid, revenind la fotbalul de tineret. În august 2012 a fost promovat la echipa C din partea Madrilenianului și la al treilea nivel. A marcat 15 goluri în 26 de meciuri, inclusiv un hat-trick pe 22 decembrie 2013, într-o victorie de 5-2 pe teren propriu împotriva celor de la Sestao River Club. Pe 18 ianuarie, Mariano și-a făcut debutul profesional la Estadio Alfredo Di Stefano, unde a apărut ca rezervă într-o pierdere 1-2  împotriva celor de la Sporting de Gijón în Segunda División; el a intrat în ultimele cinci minute în locul lui Raúl de Tomás .

#### 2014–16: Castilla
În 2014-15, cu Castilla acum în a treia etapă, Mariano a fost promovat pe termen nelimitat la echipă; el a făcut zece apariții, șase de pe bancă și a marcat de cinci ori. La 29 martie, el a intrat cu întârziere în locul lui De Tomás și a dublat de două ori, câștigând 5-1 pe teren propriu împotriva celor de la UD Las Palmas B, în timp ce o săptămână mai târziu a ieșit în start împotriva la UB Conquense și a marcat ambele goluri într-un interval de șapte minute.
La 24 octombrie 2015, Mariano a marcat toate golurile echipei sale într-o victorie de 3-1 pe teren propriu împotriva la UD Socuéllamos și a repetat acest lucru pe 8 noiembrie într-o victorie de 3-2 împotriva la CF Fuenlabrada. Pe 17 aprilie, a marcat 2 goluri prin penalty - într-o victorie acasă împotriva clubului SD Gernika. El a înscris cel de-al 25-lea gol al sezonului într-o victorie de 6-1 împotriva la La Roda CF în ultima zi a sezonului, făcându-l cel mai bun marcator al sezonului.

#### 2016-17: Intrarea în prima echipă
El a fost definitiv promovat în echipa principală de către managerul Zinedine Zidane, la 20 august 2016, după accidentarea lui Karim Benzema și o săptămână mai târziu, și-a făcut debutul său senior în timpul unei victorii cu 2-1 împotriva celor de la Celta de Vigo, înlocuindu-l pe Álvaro Morata în minutul 77. La 26 octombrie, din nou pe bancă, a marcat primul său gol într-o victorie de 7-1 împotriva la Cultural y Deportiva Leonesa din Copa del Rey , în al doilea turneu a marcat un hat-trick într-o victorie agregată 13-2.
Mariano a marcat primul său top-gol pe 10 decembrie, egalând într-o victorie de 3-2  acasă împotriva la Deportivo de La Coruña. Mai târziu în acea lună, a fost membru al echipei care a câștigat Cupa Mondială la FIFA 2016 din Japonia, dar nu a participat la nici unul dintre meciurile lui Real Madrid.
El a câștigat La Liga 2016-17, și Liga Campionilor UEFA 2016-17.

### Lyon
La 30 iunie 2017, Mariano a semnat cu Olympique Lyonnais. Transferul a costat aproximativ 8 milioane EUR plus dobândă de 35% din câștigul de capital al unui transfer potențial viitor. El a debutat pe 5 august în primul meci al sezonului Ligue 1 împotriva la  RC Strasbourg Alsacia, unde a înscris de două ori într-o victorie de 4-0. El a marcat 18 goluri pentru sezonul de ligă, formând un trio prolific atacant alături de Memphis Depay și Nabil Fekir (19 și respectiv 18 goluri).

### Revenirea la Real Madrid
La 29 august 2018, Real Madrid a anunțat că au semnat cu Mariano un contract de cinci ani. Deoarece Real Madrid deținea 35% din drepturile sale, taxa a fost redusă la 23 de milioane de euro. I s-a dat tricoul cu numărul 7 purtat anterior de Cristiano Ronaldo. Mariano a debutat pentru club la 19 septembrie 2018, înlocuindu-l pe Karim Benzema în minutul 73 impotriva celor de la AS Roma în prima etapă a turneului UEFA Champions League 2018-2019 într-o victorie de 3-0, el marcând al 3-lea gol, o lovitură puternică din afara careului.

## Cariera internațională
Mariano este eligibil pentru Republica Dominicană prin mama sa, originară din San Juan de la Maguana. El și-a făcut debutul internațional pe 24 martie 2013, într-un amical împotriva vecinilor din Haiti, și a marcat ultimul gol al unei victorii de 3-1. Mai târziu, s-a retras din echipa națională pentru a se concentra asupra carierei sale la Real Madrid și, de asemenea, pentru a evita meciurile cu Republica Dominicană, în vederea unei eventuale invitații la echipa națională a Spaniei. În decembrie 2017, antrenorul național din Spania, Julen Lopetegui, a declarat că îl monitorizează pe Mariano pentru un apel.

## Statisticile carierei

### Club
| Club          | Sezon        | Ligă    | Ligă   | Cupă    | Cupă   | Cupa Ligii | Cupa Ligii | Europa  | Europa | Total   | Total  |
| Club          | Sezon        | Meciuri | Goluri | Meciuri | Goluri | Apps       | Goluri     | Meciuri | Goluri | Meciuri | Goluri |
| ------------- | ------------ | ------- | ------ | ------- | ------ | ---------- | ---------- | ------- | ------ | ------- | ------ |
| Badalona      | 2011–12      | 3       | 0      | 1       | 1      | —          | —          | —       | —      | 4       | 1      |
| Real Madrid C | 2012–13      | 20      | 3      | —       | —      | —          | —          | —       | —      | 20      | 3      |
| Real Madrid C | 2013–14      | 26      | 15     | —       | —      | —          | —          | —       | —      | 26      | 15     |
| Real Madrid C | Total        | 46      | 18     | —       | —      | —          | —          | —       | —      | 46      | 18     |
| Real Madrid B | 2013–14      | 1       | 0      | —       | —      | —          | —          | —       | —      | 1       | 0      |
| Real Madrid B | 2014–15      | 10      | 5      | —       | —      | —          | —          | —       | —      | 10      | 5      |
| Real Madrid B | 2015–16      | 33      | 27     | —       | —      | —          | —          | —       | —      | 33      | 27     |
| Real Madrid B | Total        | 44      | 32     | —       | —      | —          | —          | —       | —      | 44      | 32     |
| Real Madrid   | 2016–17      | 8       | 1      | 5       | 4      | —          | —          | 1       | 0      | 14      | 5      |
| Lyon          | 2017–18      | 34      | 18     | 2       | 1      | 0          | 0          | 9       | 2      | 45      | 21     |
| Lyon          | 2018–19      | 3       | 0      | 0       | 0      | 0          | 0          | 0       | 0      | 3       | 0      |
| Lyon          | Total        | 37      | 18     | 2       | 1      | 0          | 0          | 9       | 2      | 48      | 21     |
| Real Madrid   | 2018–19      | 1       | 0      | 0       | 0      | —          | —          | 1       | 1      | 2       | 1      |
| Real Madrid   | Madrid total | 9       | 1      | 5       | 4      | —          | —          | 2       | 1      | 16      | 6      |
| Career total  | Career total | 139     | 69     | 8       | 6      | 0          | 0          | 11      | 3      | 158     | 78     |

## Goluri internaționale
| #  | Data          | Locul                               | Oponent | Scor | Rezultat | Competiție |
| -- | ------------- | ----------------------------------- | ------- | ---- | -------- | ---------- |
| 1. | 24 March 2013 | Estadio Panamericano, San Cristóbal | Haiti   | 3–0  | 3–1      | Amical     |

## Palmares

### Club
Real Madrid 
- La Liga: 2016–17
- Liga Campionilor UEFA: 2016-2017
- Supercupa Europei: 2017
- Campionatul Mondial al Cluburilor FIFA: 2017
- La Liga: 2019-2020
- Supercupa Spaniei : 2020